# Hallettsville
Hallettsville – miasteczko w Stanach Zjednoczonych, w stanie Teksas, siedziba hrabstwa hrabstwie Lavaca. Według szacunków liczy 2776 mieszkańców (2025 r.). Ośrodek rolniczo-przemysłowy, obejmujący produkcję sprzętu do gazu ziemnego, konstrukcji stalowych, budynków przenośnych, a także zakład PepsiCo.